# Bécsi akcionizmus
A Bécsi Akcionisták az 1960-as és 1970-es évek jelentős képzőművészeti csoportja, mely hozzájárult az akcióművészet kifejlődéséhez és a művészi szabadság kiteljesedéséhez. A csoport tagjai Günter Brus, Otto Muehl, Hermann Nitsch és Rudolf Schwarzkogler. Elsősorban szókimondó, szexuális perverziókkal is foglalkozó témáik miatt váltak ismertté és egyben hírhedtté is. Munkáikra jellemzők voltak a rövidfilmek, performanszok és akciók. Nagyon sok megnyilvánulásuk lázadás a társadalmi előítéletekkel és politikai hagyományokkal szemben, de jelentőségük ennél jóval távolabbra mutat, az emberi természet és jellem megismerése és feltárása felé. A munkáik legnagyobb részének óriási jelentőségét ma már elismerik.

## Arnulf Rainer
Grimasz-művész. A grimasz felszabadító erejével játszott. A tükör előtt pofákat vágott, majd lefotózta magát, ezeket emelte ki expresszív vonalakkal. Eredetileg absztrakt expresszionista festő volt. A halotti maszkok fotóira is rajzolt.

## John Metzger
Savakkal hozott létre akciófestészetet.

## Hermann Nitsch
1961-ben hozza létre első akcióit. Ezek az akciók (erőszak, vérrel való leöntés) még önmagára irányultak. A szerepjátékok a bűnös test állapotain haladnak keresztül, egészen a megtisztulásig.
Nitsch munkásságában az európai kultúra két szélsősége egyesül: a kereszténység ösztön-elfojtása és a görög dionüszoszi pólus az ösztönök felszabadítása.
A keresztény szimbólumok használata miatt sokszor vallásgyalázással vádolták.
Jól nősült és ezután egy kastélyban volt szerencséje akcióit megrendezni. Az akciókat osztrák népi zene indítja. Majd egy lemészárolt bikát fejjel lefelé keresztre feszítenek, kibelezik azt, és egy meztelen keresztre feszített figurára rányomják a belsőségeket. Az állatokat egyébként nem az akció céljából ölik meg, kényszervágott, baleseti állatok ezek.
Az akció magában hordozza az ember szembesítését állat, agresszív-romboló mivoltával, az elfojtott ölni akarással, a lét legmélyebb élményével, a halállal. Mindezeket kollektívan élik meg.
Nitsch az arisztotelészi katarzis-elvet viszi tovább: a félelmen és borzalmon keresztül érik el a katarzist.
Kulcsfogalom a vér kategóriája: A vérből felszálló pára a lélek, a lelket a vér táplálja.
Az orgia-misztérium színház résztvevőit Nitsch egy hónapon keresztül készíti fel.

## Otto Muehl
Ellentmondásos személyiség. Sokan fasisztának mondják.
Azt mondta, hogy első akciója akkor történt, amikor a háborúban katona volt, haverjaival kivitték egyik társukat ágyastól a harcmezőre, az pedig idegösszeroppanást kapott.
Direkt akciók: A legkülönbözőbb anyagokkal gyalázták meg az embereket. A test degradálása volt a célja, és a szexuális tabuk lerombolása, szakrális dolgokkal való keverése.
1968-ban távozott Ausztriából Kelet-Németországba.

## Akciónista  festészet
Történetében emlékezetes helyet kap Hermann Nitsch. A II. világháború után létrejött művészet, festészet törekvéseinek nagy része lemondott a mimetikus ábrázolásról. Nem kívánt már természetben létezőt ábrázolni, hanem a vászon lesz az a médium, ahol a képi kompozícióban kívánta lejátszani konkrét folyamatokként programjait. Vagy magát a folyamatot, vagy hatásait mutatták be. A festéket konkrét anyagként fogták fel, kenhető vagy önthető folyadék gyanánt. Az eredményt a kar- és kézmozgások, taglejtések hozták létre. A festő firkált, kent anyagokat, festéket fröcskölt a vászonra. A cselekmény láthatóvá tétele jelentős mozzanata a művészetnek. Egyes festők teljesen átélt izgalmi hatások következtében festettek. 
A konkrét folyamatok szemléltetése és hatásaik alkotót és nézőt egyaránt intenzív érzéki átélésre késztették. Amikor a műalkotás létrehozásának szándéka szolgálatba állítja a néző elemien érzéki észleléseit, az elemi érzékiségnek aktív használata elmélyült, érzékenyebb és tudatosabb érzékeléshez vezetett. Informel művészet. A képzettársítások, a felidézett álom, az emlékezet, a költészet és a mitológiai idézetek csomagolták be a szenzuális tapasztalat adatait. 
A nyelvi képek érzéki észlelés intenzitása fontos alkotó eleme a költészetnek. A forma ingerküszöb alatti észlelés értéket tudatosít. Olyan műformák jönnek létre, amelyek közvetlenül foglalkoznak, a belső lelki rétegekkel és ezek számára szócsőként mutatkozhattak. A művészet közvetlen bemutató forrása a tudat alatti elfojtások. Ezen által terápiás, lélek gyógyászati jelleget is tartalmazott.  
Ezekhez a törekvésekhez a tasizmus fogalma kapcsolódott. A 70-es évek közepén, az informel és a tasizmus továbbértelmezett következményeivel dolgoztak. Kezdtek átfogó képet nyerni arról, hogy az informel festőit a konvencionális érzékiség köti össze, amit ők romboltak szét. 
Herrmann Nitsch szerint ebben a művészettörténeti fázisban gyökerezik a képformátum szétbomlásának igénye. A tasizmusban, mint forrásban fölsejlő dionüszosz-i dinamikus aktusban, a belső világot aktiváló reakciókban kívánta felfedezni a vágyak gerjedését, a gátlások levetését, a mélyebb lelki torlaszok feloldását. A létrejövés cselekménye folyamat. A festészet az új jelentése miatt, amit e folyamatban kapott a színházi történések irányába sodorta. Nitsch akkor került kapcsolatba a tasizmussal, amikor az új színház körül is az érzékek felszabadításának programjai kezdtek megszólalni. 
A valóságos cselekedetek érzéki és anyagi komplexitása a képzőművészeti és a színházi tradíció számára is kézenfekvő volt.

## Ajánlott irodalom
- Frühe Aktionen. Edition Morra, Nápoly, 1976
- Aknai Tamás, Egyetemes művészettörténet, Dialóg Campus Kiadó, 2001